# Râul Vameș
Râul Vameș este un curs de apă, afluent al râului Gerului. Pe cursul râului, aval de confluența cu râul Potârnichea este amplasat barajul Potârnichea. Barajul de pământ de 5,0 m înălțime, creează un mic lac de acumulare de importanță locală cu un volum de 80 mii m3. 
Cursul râului Vameș amonte de lacul Potânichea este cunoscut și sub numele de Râul Valea Vulpii.